# Cratere Jodrell
Jodrell  è un cratere sulla superficie di Marte.